# Центральний комунікаційний порт
Центральний комунікаційний порт або Транспортний вузол «Солідарність» (пол. Centralny Port Komunikacyjny, CPK) — мегапроєкт Уряду Польщі, спрямований на будівництво нового, побудованого з нуля аеропорту, який буде розташований приблизно за 40 км на південний захід від Варшави. Відкриття CPK не означатиме, що варшавський аеропорт імені Шопена буде закрито; офіційного рішення не прийнято. Англійська назва проєкту «Solidarity Transport Hub Poland» пропонується на сайті.
Запланований запуск порту — 2028 рік. Спочатку аеропорт матиме дві злітно-посадкові смуги (4000 м × 45 м), але згодом чотири. Планується, що аеропорт і залізнична станція, разом, обслуговуватимуть 40 мільйонів пасажирів на рік — приблизно в масштабі аеропорту Берлін-Бранденбург — із довгостроковою метою близько 100 мільйонів пасажирів на рік. Планове сполучення потягом займе 15 хвилин до центрального залізничного вокзалу Варшави, 25 хвилин до залізничної станції Лодзь-Фабрична та 2 години до більшості інших великих польських міст, таких як Краків, Вроцлав, Познань і Гданськ. Також планується будівництво швидкісного залізничного сполучення до Франкфурта-на-Одері, що скоротить час у дорозі за маршрутом Берлін — CPK до 3,5 годин.

## Місцезнаходження

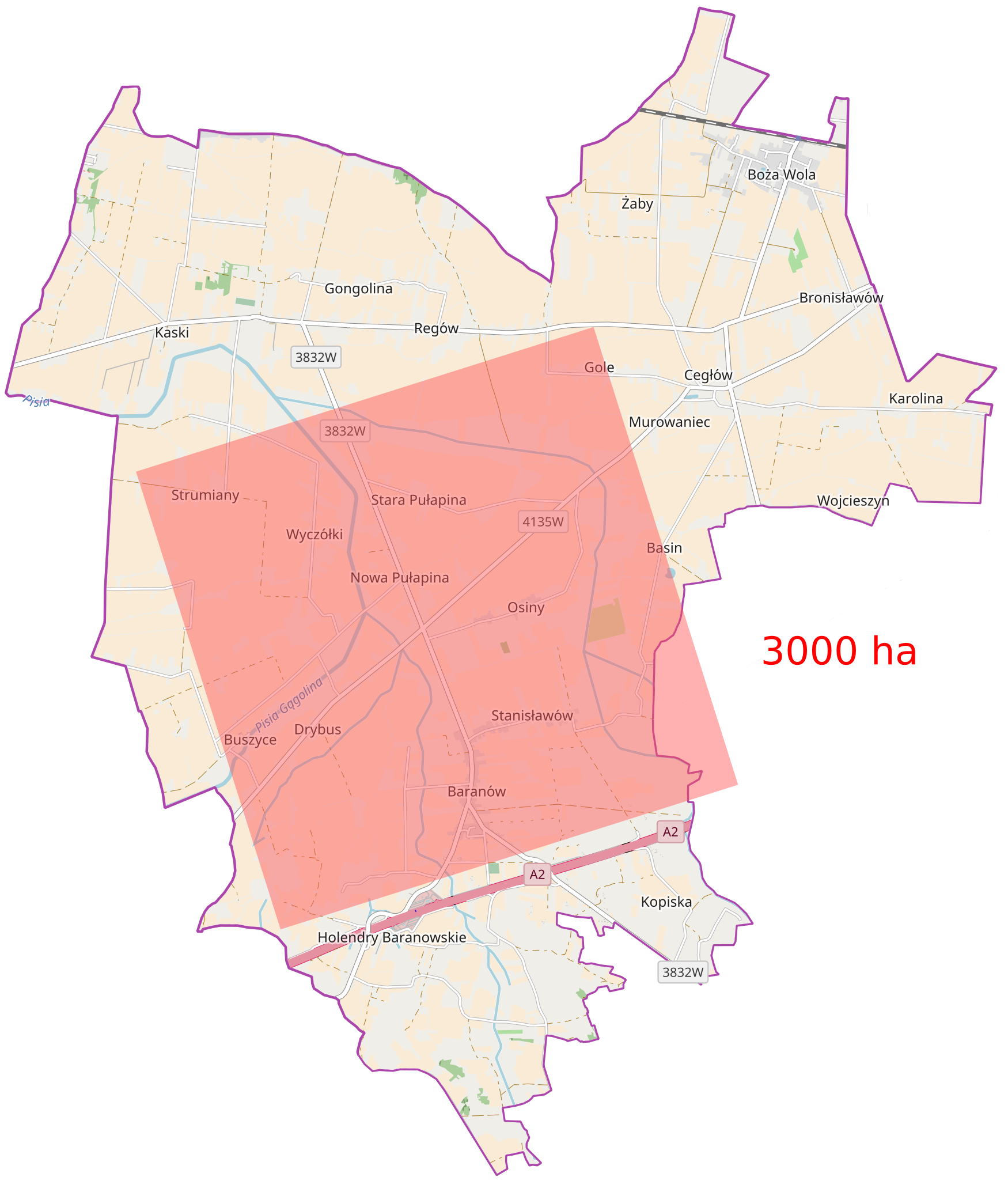
Район планованого аеропорту

Запланована територія аеропорту знаходиться приблизно за 40 км на захід від Варшави, поруч із селом Станіславув, у гміні Баранув Гродзіськ-Мазовецького повіту. Гміна Баранув займає значну частину Гродзіського повіту і, попри свій сільський характер, має розгалужену дорожню інфраструктуру. Автострада A2 і залізничні лінії проходять в безпосередній близькості від потенційного будівельного майданчика, а Вроцлав (швидка дорога S8) і Познань (національна дорога 92) знаходяться неподалік.
Вибір місця зроблено після обстеження ряду ділянок. Перш ніж рекомендувати Баранув, консалтингова компанія Arup проаналізувала список потенційних місць, зокрема: Модлін, Воломін, Сохачев, Мщонув, Бабськ, Нове-Място-над-Пилицею, Груєць і Варшава-Радом. Експерти враховували віддаленість від Варшави, транспортну доступність, доступність землі та екологічні обмеження, зокрема рівень шуму. Аналіз показав, що Баранув пропонує оптимальне розташування для проєкту.

## Історія

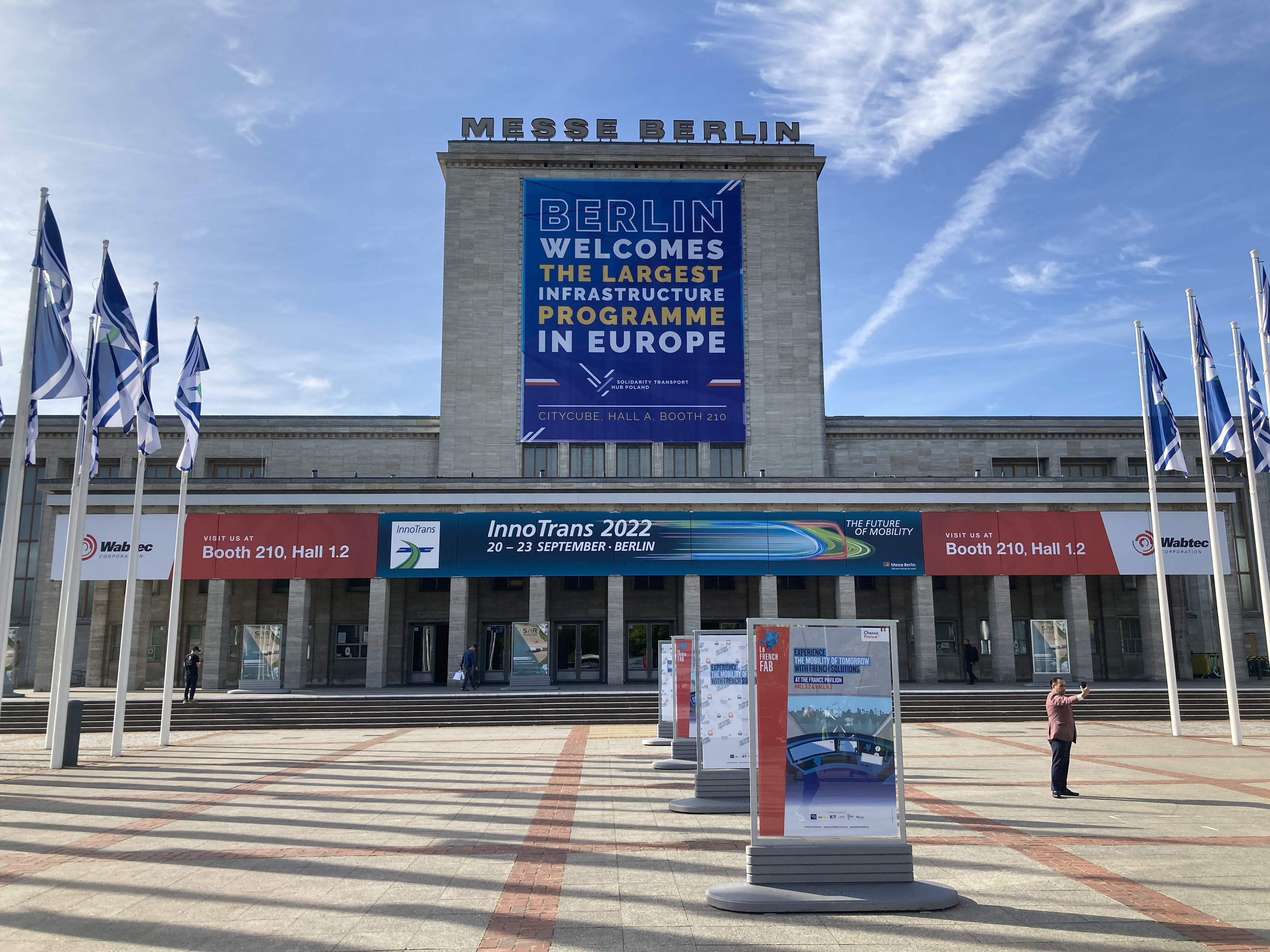
Банер «Берлін вітає найбільшу інфраструктурну програму в Європі. Транспортний вузол «Солідарність» Польща». InnoTrans 2022, Берлін.

Дискусія про новий аеропорт замість варшавського аеропорту імені Шопена почалася у 2000-х роках. 12 травня 2005 року Управління цивільної авіації підписало контракт з іспанським консорціумом Ineco-Sener на виконання техніко-економічного обґрунтування центрального аеропорту. Однак таке дослідження фактично не проводилося протягом наступних двох років, що було витлумачено як ознака того, що проєкт нового великого центрального аеропорту відкладається на невизначене майбутнє. Попри це, в урядовій Стратегії розвитку транспортної інфраструктури на 2010–2013 роки було запропоновано новий аеропорт для обслуговування Варшави.
Після повернення до влади в Польщі партії «Право і справедливість» проєкт набрав обертів, і уряд затвердив план у листопаді 2017 року.
17 червня 2018 року жителі району Баранув Гродзіськ-Мазовецького повіту проголосували проти плану будівництва нового аеропорту. При явці 47 відсотків виборців 84 відсотки виступили проти плану. Референдум не мав обов’язкової сили, але заступник міністра інфраструктури Миколай Вільд зазначив, що думку громадськості буде враховано.
У червні 2019 року Посольство Великої Британії спільно з компанією Solidarity Transport Hub провели архітектурні майстер-класи, запросивши відомі архітектурні фірми поділитися своїми попередніми концепціями того, як може виглядати проєкт. Дослідження мали бути джерелом натхнення для підготовки генерального плану, і інвестор не зобов’язаний використовувати будь-які проєкти. Концепції терміналів підготували шість відомих дизайнерських студій: Foster + Partners, Grimshaw Architects, Chapman Taylor, Zaha Hadid Architects, Benoy та Pascall+Watson.